# Katalin Novák
Katalin Éva Novák (Szeged, 6 de setembro de 1977) é uma política húngara. Que serviu como presidente da Hungria de 10 de maio de 2022 até 10 de fevereiro de 2024, tendo renunciado ao cargo após  reconhecer o erro de ter anistiado um homem condenado por ajudar a encobrir abusos sexuais de menores.

## Distinções
A 23 de fevereiro de 2023, foi agraciada com o grau de Grande-Colar da Ordem do Infante D. Henrique, de Portugal.